# Concours Eurovision de la chanson junior 2014
"#together"
- Pays participants
- Pays ayant participé dans le passé, mais pas à l'édition 2014

Kiev 2013 Sofia 2015
Le Concours Eurovision de la chanson junior 2014 est la 12e édition du Concours. À la suite de la victoire de Gaia Cauchi lors de l'édition 2013, avec sa chanson The Start, le Concours a lieu le 15 novembre 2014 à Malte. Pour la première fois, il n'y eut pas de ville hôte. C'est toute l'île de Malte qui accueillit le concours. Seize pays participent lors de cette édition dont le slogan est #together (en français #ensemble).
L'Italie, lors de sa première participation au Concours, remporte cette édition avec la chanson Tu primo grande amore interprétée par Vincenzo Cantiello, avec un total de 159 points. En conséquence, l'Italie devient, après la Croatie dans la première édition, le premier (et pour le moment l'unique) pays à gagner à sa première participation. Le podium est complété par la Bulgarie, qui obtient 147 points et par l'Arménie qui eut un score de 146 points. Malte, le pays hôte, arrive 4e avec 116 points.

## Lieu
Le 18 décembre 2013, les télédiffuseur maltais PBS et l'UER annoncent que le Concours Eurovision de la chanson junior 2014 se tiendra à Malte. Dès la conférence de presse du vainqueur maltais au concours 2013, les représentants de PBS ont montré leur désir d'accueillir l'événement.
Le 16 juin 2014, l'UER confirme que la douzième édition du concours se déroulera dans trois anciens grands hangars de construction de bateaux (Malta Shipbuilding) à Marsa. Le hangar principal accueille la scène du concours alors que les deux autres hangars sont utilisées pour l'entrée et la sortie, les toilettes et les stands de rafraichissement. Au total, la scène possède une capacité de 4000 à 4500 personnes.

## Présentatrice
Le 10 septembre 2014, l'UER et le diffuseur PBS annoncent le nom de la présentatrice de cette édition. Il s'agit de Moira Delia, présentatrice de télévision maltaise et notamment de Malta Eurovision Song Contest, émission de sélection du pays pour l'Eurovision. Elle est également porte-parole du pays lors de l'Eurovision 2006 et 2008.

## Concours

### Liste des participants
La liste des participants est publiée le 30 septembre 2014. Elle indique la participation de seize pays. Cette édition voit le début de l'Italie, du Monténégro et de la Slovénie mais aussi le retour de la Bulgarie, la Croatie, Chypre et la Serbie. L'édition 2014 voit aussi le retrait de l'Azerbaïdjan, de la Macédoine ainsi que de la Moldavie.
Au total, dix-sept pays ne font pas leur retour au concours. Sept autres se sont montrés intéressés par un début qui ne s'est pas concrétisé. Ces pays sont :
- Albanie – Aucune information n'est donnée par le diffuseur public RTSH et seule la liste officielle indique que l'Albanie ne participera pas[4]. La dernière participation du pays était en 2012.
- Allemagne – Le 24 mai 2014, la chaîne allemande NDR annonce que l'Allemagne ne fera pas ses débuts au concours en 2014. Une participation au concours 2015 n'est toutefois pas à exclue[5].
- Azerbaïdjan – Aucune information n'est donnée par le diffuseur public İTV et seule la liste officielle indique que l'Azerbaïdjan ne participera pas[4]. La dernière participation du pays était en 2013.
- Belgique – Le 20 décembre 2013, la chaîne pour enfants Ketnet annonce ne plus être intéressée par le concours[6]. La dernière participation de la Belgique était en 2012.
- Danemark – Le 20 décembre 2013, le diffuseur danois DR annonce ne pas avoir l'intention de revenir au Concours[7].  La chaîne TV2 déclare ne pas être intéressée par le Concours[8]. La dernière participation du pays était en 2005.
- Espagne – Lors de l'Eurovision 2014 à Copenhague, le chef de la délégation espagnole, Federico Llano déclare que le diffuseur espagnol RTVE n'a pas l'intention de participer à l'édition 2014[9]. La dernière participation du pays était en 2006.
- Finlande – Malgré l'intérêt du pays envers une participation au concours, le diffuseur finlandais Yle annonce le 10 juillet 2014 que la Finlande ne participe pas à l'édition 2014[10].
- France – Aucune information n'est donnée par le diffuseur public France Télévisions et seule la liste officielle indique que la France ne participera pas[4]. La dernière participation du pays était en 2004.
- Grèce – Après avoir initialement confirmé son retour le 22 mai 2014[11], le diffuseur grec NERIT annonce le 7 juillet 2014 ne pas participer à l'édition 2014[12]. La dernière participation du pays était en 2008.
- Hongrie – Malgré avoir prévu de faire ses débuts cette année, le diffuseur hongrois MTVA annonce le 9 juillet 2014 que la Hongrie ne prend pas part au concours cette année[13].
- Irlande – Un des diffuseurs irlandais RTÉ annonce le 12 décembre 2013 ne pas avoir l'intention de participer au Concours. Un autre diffuseur irlandais, TG4 déclare être intéressé par le concours mais que cela nécessitait un financement de la BAI, l'autorité irlandaise de radiodiffusion. Ce financement de la BAI a été rejetée en mai 2014. L'Irlande ne peut donc pas faire ses débuts cette année malgré les spéculations. Une participation dans le futur n'est cependant pas à exclure[14].
- Islande – Après des spéculations sur une première participation, le diffuseur islandais RÚV annonce le 1er juillet 2014 que l'Islande ne fera pas son entrée dans le concours en 2014[15].
- Israël – Aucune information n'est donnée par le diffuseur public IBA et seule la liste officielle indique qu'Israël ne participera pas[4]. La dernière participation du pays était en 2012.
- Lettonie – Le 17 juillet 2014, le diffuseur letton LTV annonce ne pas prendre part à l'édition 2014 mais ne ferme pas la porte à un retour dans le futur[16]. La dernière participation du pays était en 2011.
- Lituanie – Le 18 juin 2014, le diffuseur lithuanien LRT annonce ne pas prendre part à l'édition 2014[17]. La dernière participation du pays était en 2011.
- Macédoine – Le 4 septembre 2014, le diffuseur macédonien MRT annonce se retirer du Concours pour permettre de se concentrer sur de nouveaux programmes[18]. La dernière participation du pays était en 2013.
- Moldavie –  Malgré des rumeurs indiquant que la Moldavie devait participer avec la chanson Spune Mi Ceva interprétée par Denis Midone, le diffuseur se retire[19],[4]. La dernière participation du pays était en 2013.
- Norvège – Le 18 décembre 2013, le diffuseur norvégien NRK annonce ne pas avoir l'intention de revenir au Concours en 2014[20]. La dernière participation du pays était en 2005.
- Pologne – Le 5 août 2014, le diffuseur polonais TVP annonce ne pas prendre part à l'édition 2014[21]. La dernière participation du pays était en 2004.
- Portugal – Après avoir initialement confirmé son retour le 28 juillet 2014[22], le diffuseur portugais RTP annonce ne pas prendre part à l'édition 2014[23]. La dernière participation du pays était en 2007.
- Roumanie – Le 2 août 2014, le diffuseur roumain TVR annonce ne pas prendre part à l'édition 2014 mais laisse une porte ouverte pour une participation en 2015[24]. La dernière participation du pays était en 2009.
- Royaume-Uni – Le 23 mai 2014, la chaîne britannique ITV ainsi que la BBC annoncent ne pas vouloir prendre part au concours en 2014[25],[26]. La dernière participation du pays était en 2005.
- Suisse – Le 27 mai 2014, le diffuseur suisse RSI annonce ne pas avoir l'intention de revenir au Concours en 2014[27]. La dernière et unique participation de la Suisse était en 2004.
- Tchéquie – Le diffuseur tchèque ČT s'est d'abord déclaré intéressé par une participation au Concours mais annonce le 17 juillet 2014 que le pays ne débuterai pas au concours cette année[28],[29].

## Résultats
- Premier
- Deuxième
- Troisième
- Dernier

| Ordre | Pays        | Artiste                           | Chanson                                 | Langue(s)        | Place | Points |
| ----- | ----------- | --------------------------------- | --------------------------------------- | ---------------- | ----- | ------ |
| 01    | Biélorussie | Nadezhda Misyakova                | Sokal (Сокал)                           | Biélorusse       | 07    | 71     |
| 02    | Bulgarie    | Krisia Todorova, Hasan & Ibrahim, | Planet of the children                  | Bulgare          | 02    | 147    |
| 03    | Saint-Marin | The Peppermints                   | Breaking My Heart                       | Italien          | 15    | 21     |
| 04    | Croatie     | Josephine Ida Zec                 | Game over                               | Croate           | 16    | 13     |
| 05    | Chypre      | Sophia Patsalides                 | I pio omorfi mera (H πιο όμορφη μέρα)   | Grec             | 09    | 69     |
| 06    | Géorgie,    | Lizi Pop                          | Happy Day                               | Géorgien         | 11    | 54     |
| 07    | Suède       | Julia Kedhammar,                  | Du är inte ensam                        | Suédois, anglais | 13    | 28     |
| 08    | Ukraine     | Sympho-Nick                       | Pryide vesna                            | Ukrainien        | 06    | 74     |
| 09    | Slovénie    | Ula Ložar,                        | Nisi Sam                                | Slovène          | 12    | 29     |
| 10    | Monténégro  | Maša Vujadinović & Lejla Vulić    | Budi dijete na jedan dan                | Monténégrin      | 14    | 24     |
| 11    | Italie      | Vincenzo Cantiello,               | Tu primo grande amore                   | Italien          | 01    | 159    |
| 12    | Arménie     | Betty                             | People of the Sun                       | Arménien         | 03    | 146    |
| 13    | Russie      | Alisa Kozhikina                   | Dreamer                                 | Russe            | 05    | 96     |
| 14    | Serbie      | Emilija Đonin                     | Svet u mojim očima (Свет у мојим очима) | Serbe            | 10    | 61     |
| 15    | Malte H T   | Federica Falzon                   | Diamonds                                | Anglais          | 04    | 116    |
| 16    | Pays-Bas    | Julia van Bergen                  | Around                                  | Néerlandais      | 08    | 70     |